# Vittae
Pour les articles homonymes, voir Vitta.

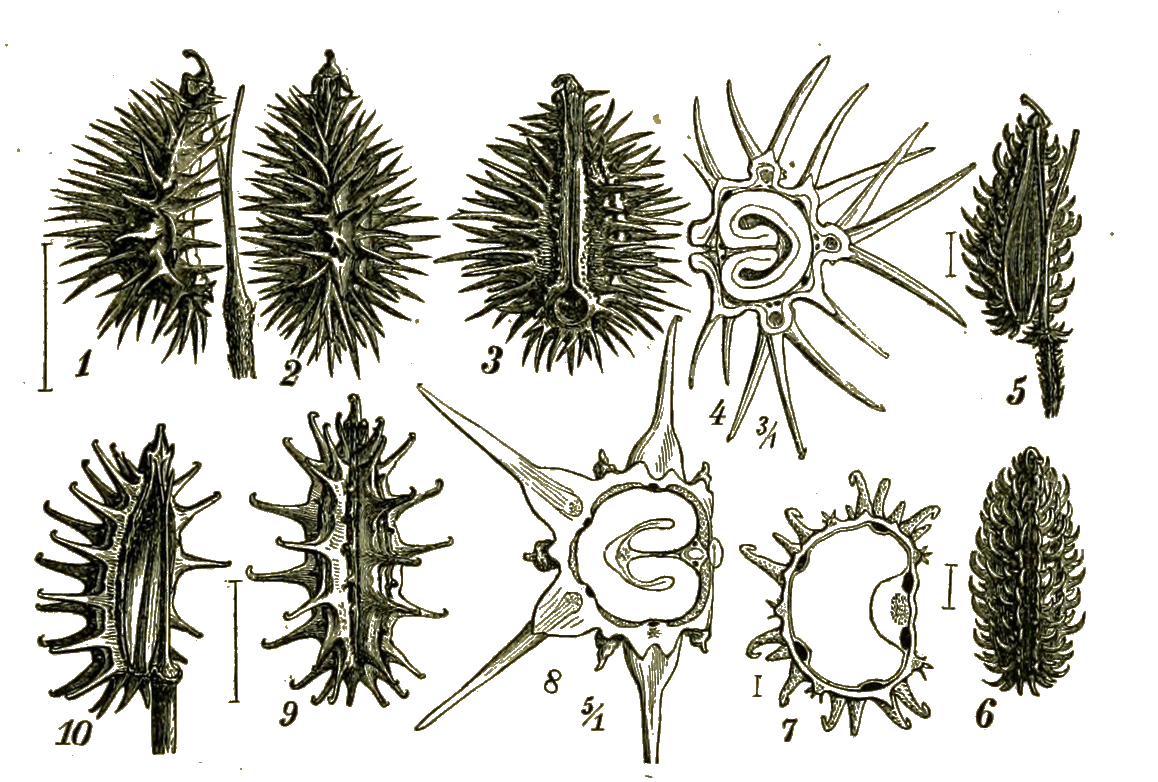
Illustration botanique de différents fruits d'Ombellifères : 1—4 Turgenia latifolia, 5—7 Anthriscus caucalis et 8—10 Orlaya grandiflora.

En botanique, les vittae sont des bandelettes remplies d'huile essentielle présentes sur certains fruits de plantes de la famille des Apiacées (Ombellifères) et sur les pétales de certains Millepertuis.
Les vittae sensu stricto, ou « cavités d'huile », se trouvent dans les intervalles (vallécules) entre les côtes et sur le côté comissural, et représentent des cavités sécrétoires qui ne s'étendent que sur la longueur du fruit, tandis que les « canaux d'accompagnement », associés aux faisceaux vasculaires, se poursuivent au-delà de la base du fruit dans le pédicelle du fruit, et sont désignés comme des canaux de résine.
Une vitta balsamifirae est un canal sécréteur. Une vitta vallecularis est une bandelette se trouvant au fond d'une vallécule. Une vitta commissurales est un canal sécréteur se trouvant dans la partie commissurale du diakène des Apiacées. Une vittae intrajugales est un canal sécréteur situé au-dessous d'une côte.

## Diversité
Les vittae peuvent se présenter sous la forme de petits orifices noirs distribués sur l'enveloppe du fruit en coupe horizontale. Selon les espèces, leur nombre varie sur chaque fruit et dans chaque vallécule, ainsi que leur forme. Les vittae sont ainsi un caractère très utilisé dans la détermination des Ombellifères. Par exemple, les sections du genre Peucedanum ont été établies sur la base du nombre de vittae. Autre exemple, la structure tridimensionnelle des vittae a une valeur diagnostique dans la circonscription des sous-familles d'Ombellifères : les vittae irrégulières sont ramifiées et anastomosées chez les Saniculoideae mais régulières (valléculaires et commissurales, ou cycliques) chez les Apioideae. Chez certaines espèces, les vittae sont au stade abortif (Conium, Anthriscus) ou sont complètement absents dans le fruit mature, par exemple chez Ferula, Pastinaca et d'autres genres.

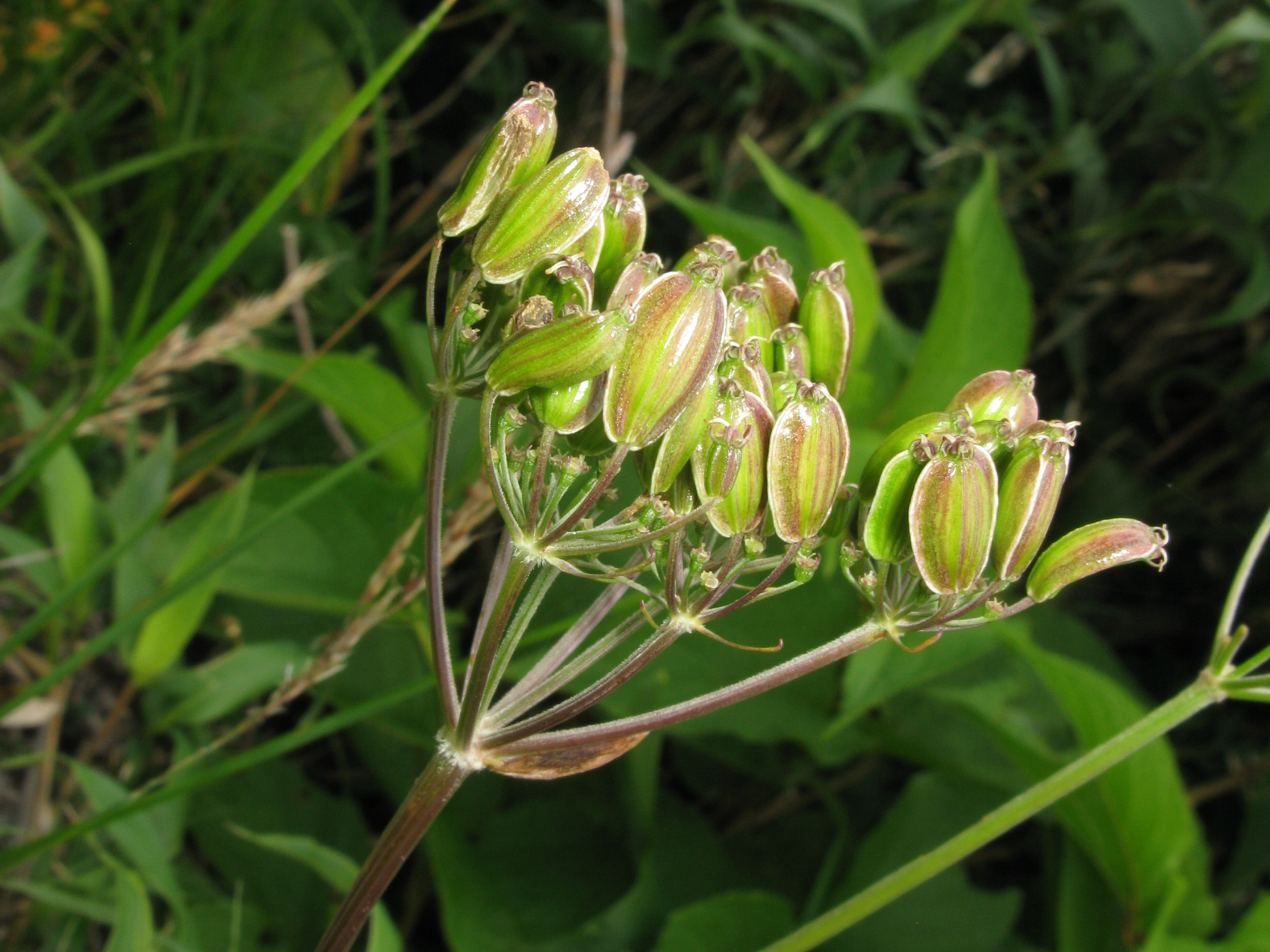
Fruits de Peucedanum multivittatum.
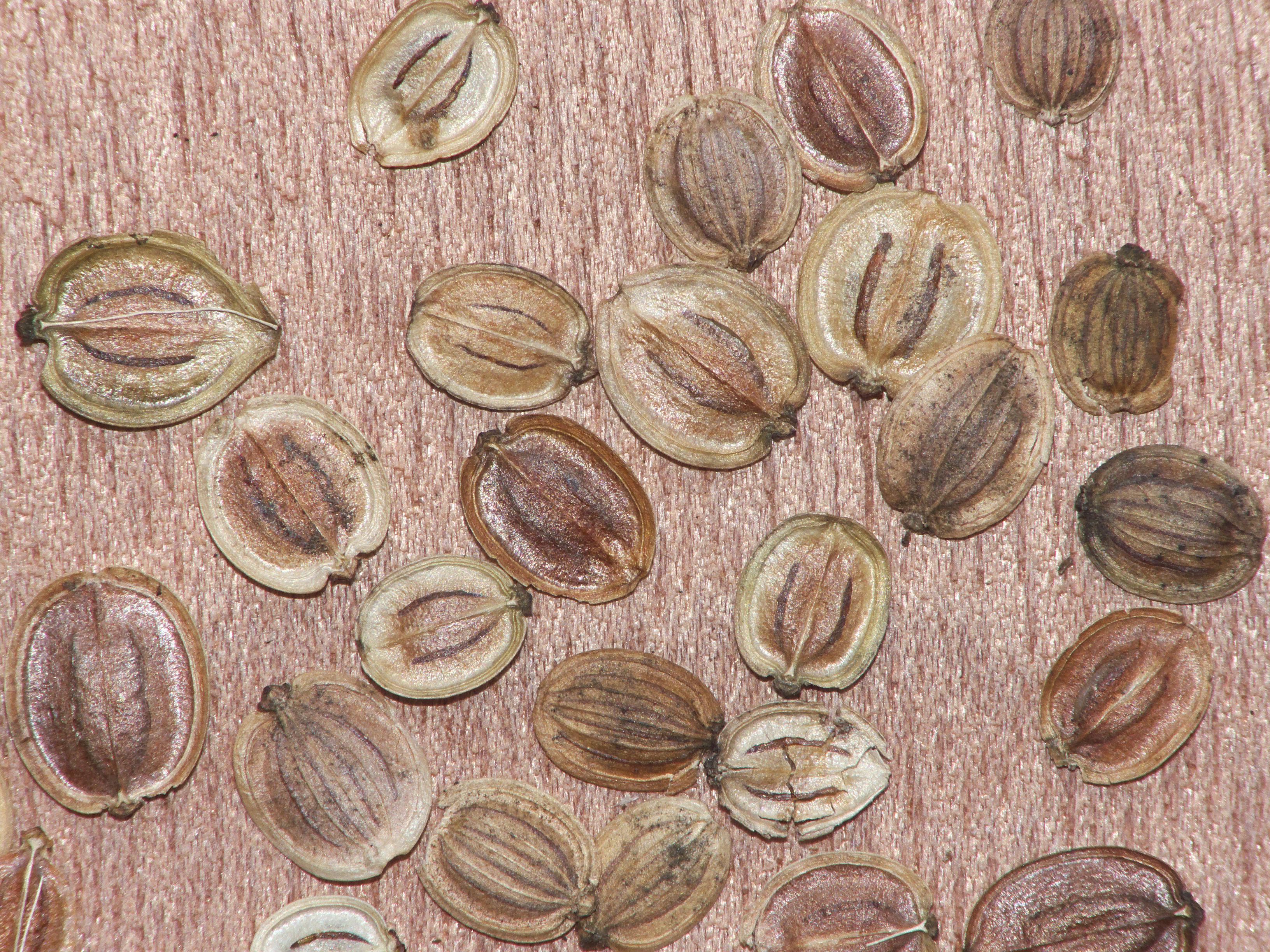
Fruits de Panais (Pastinaca sativa).
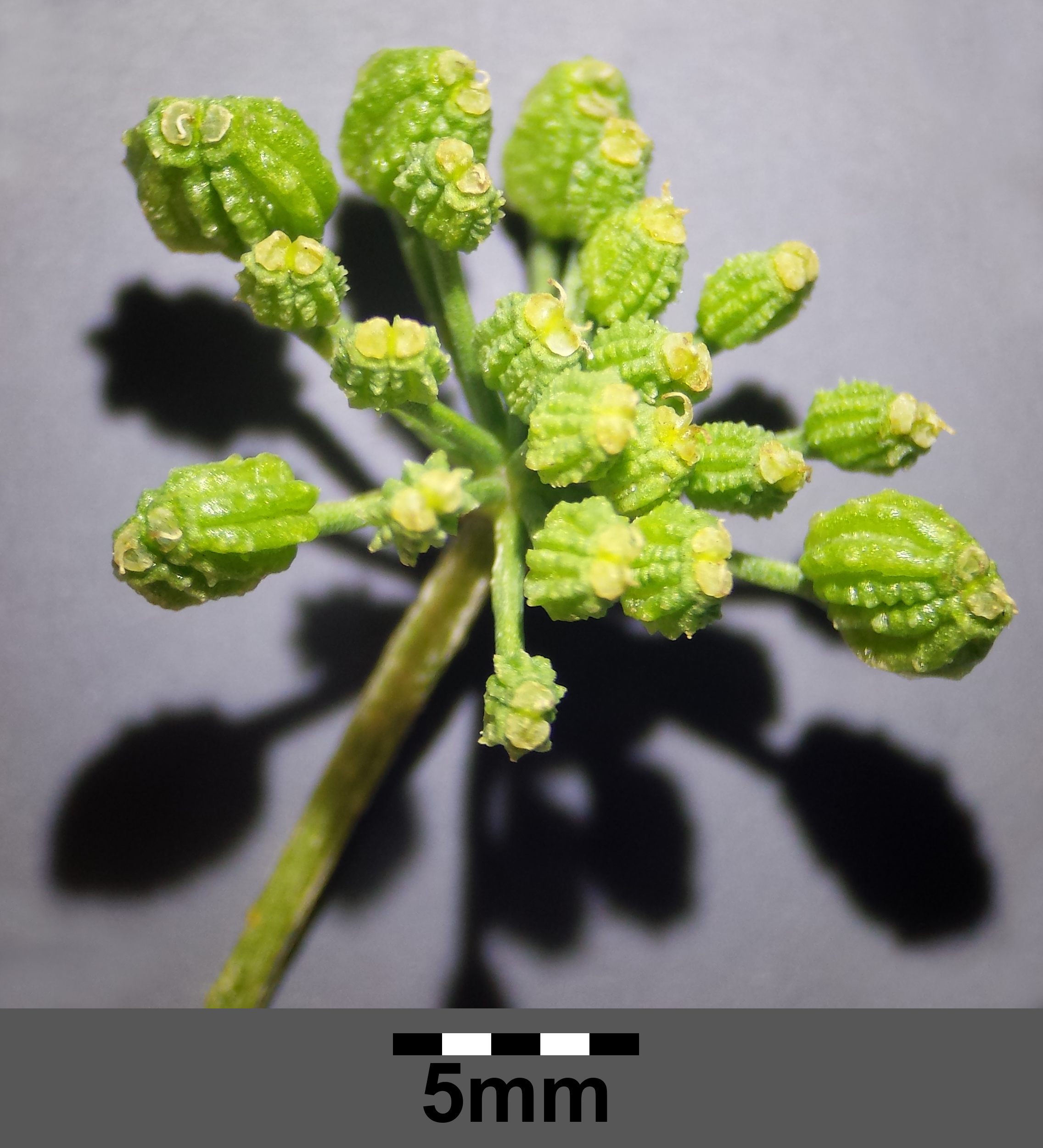
Fruits immatures de Grande Ciguë (Conium maculatum).
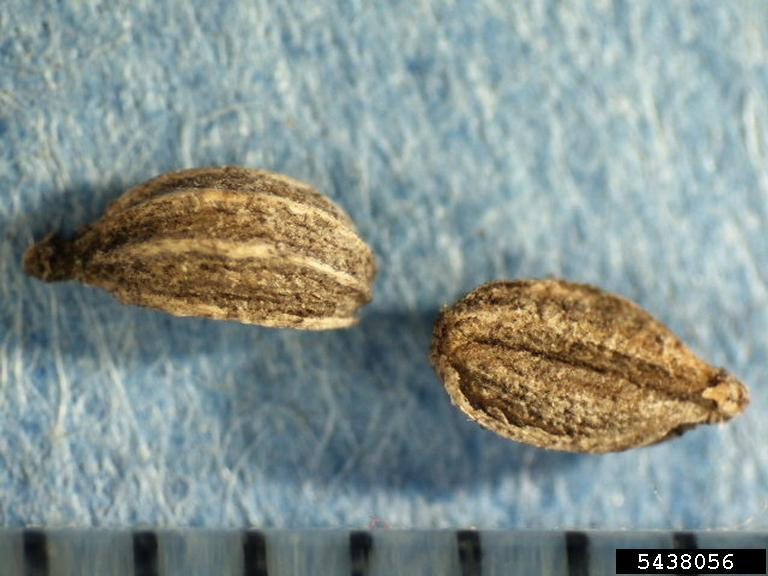
Fruits matures de Grande Ciguë (Conium maculatum).
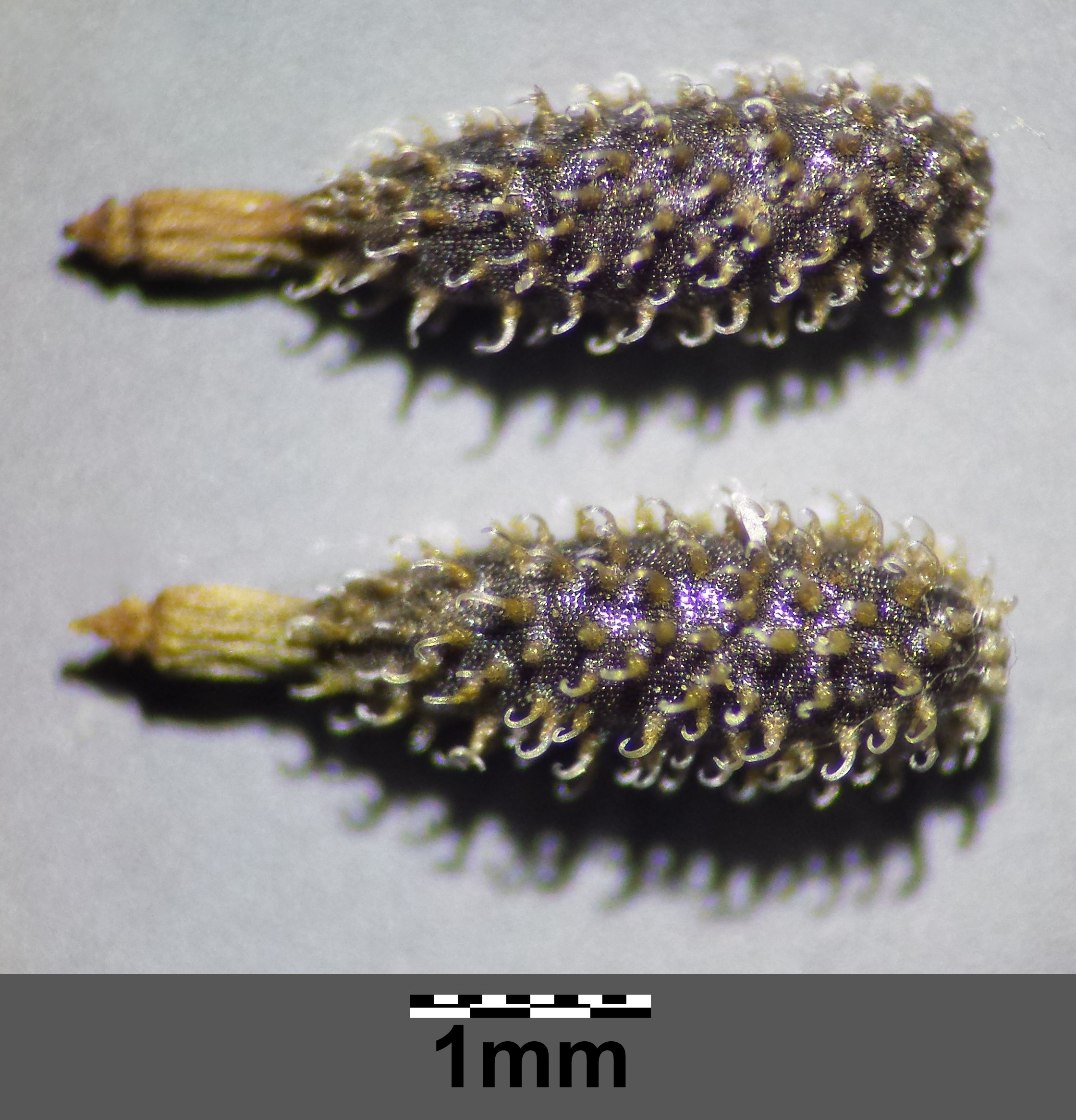
Fruits d'Anthrisque commun (Anthriscus caucalis).
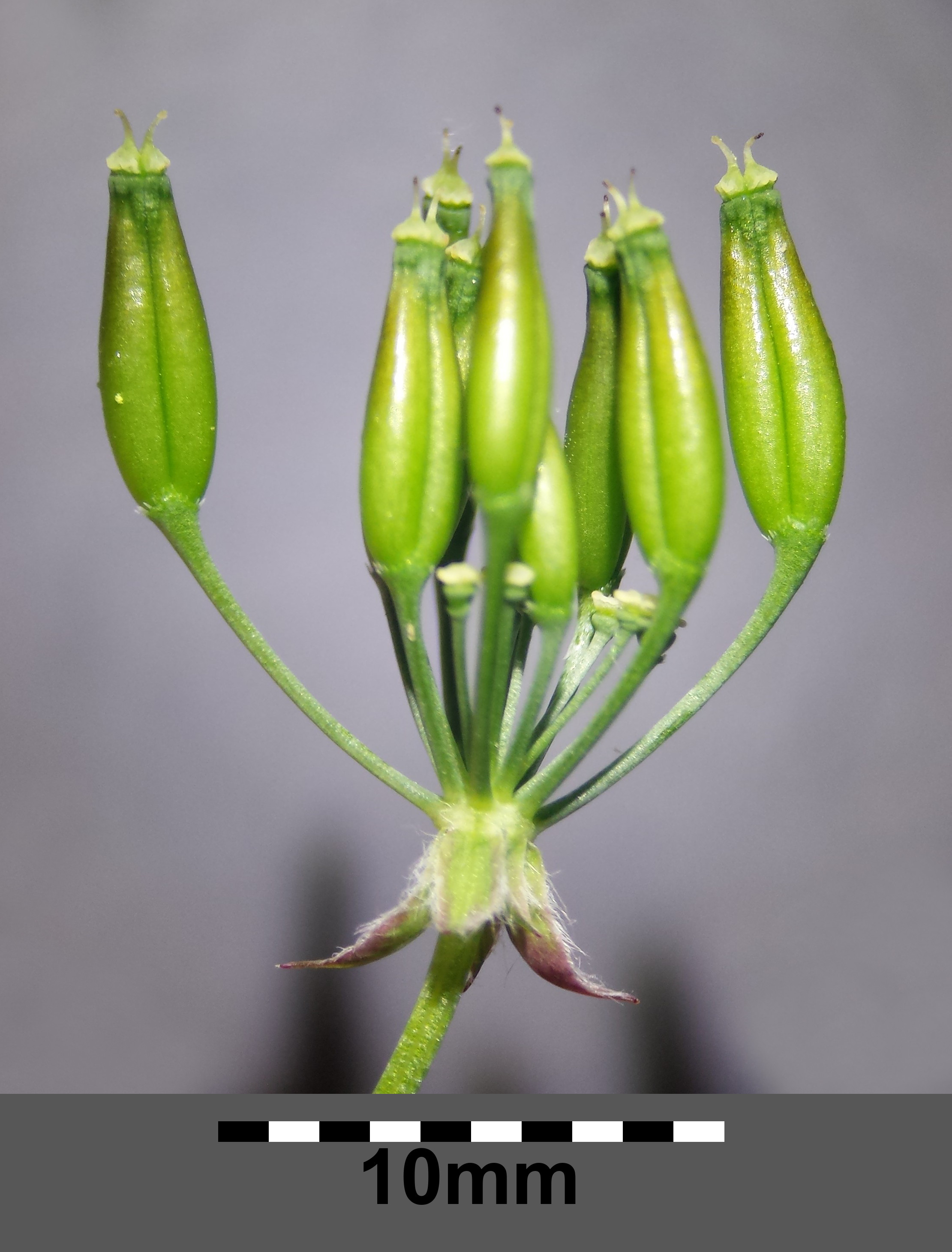
Fruits immatures de Cerfeuil sauvage (Anthriscus sylvestris).

## Utilisations

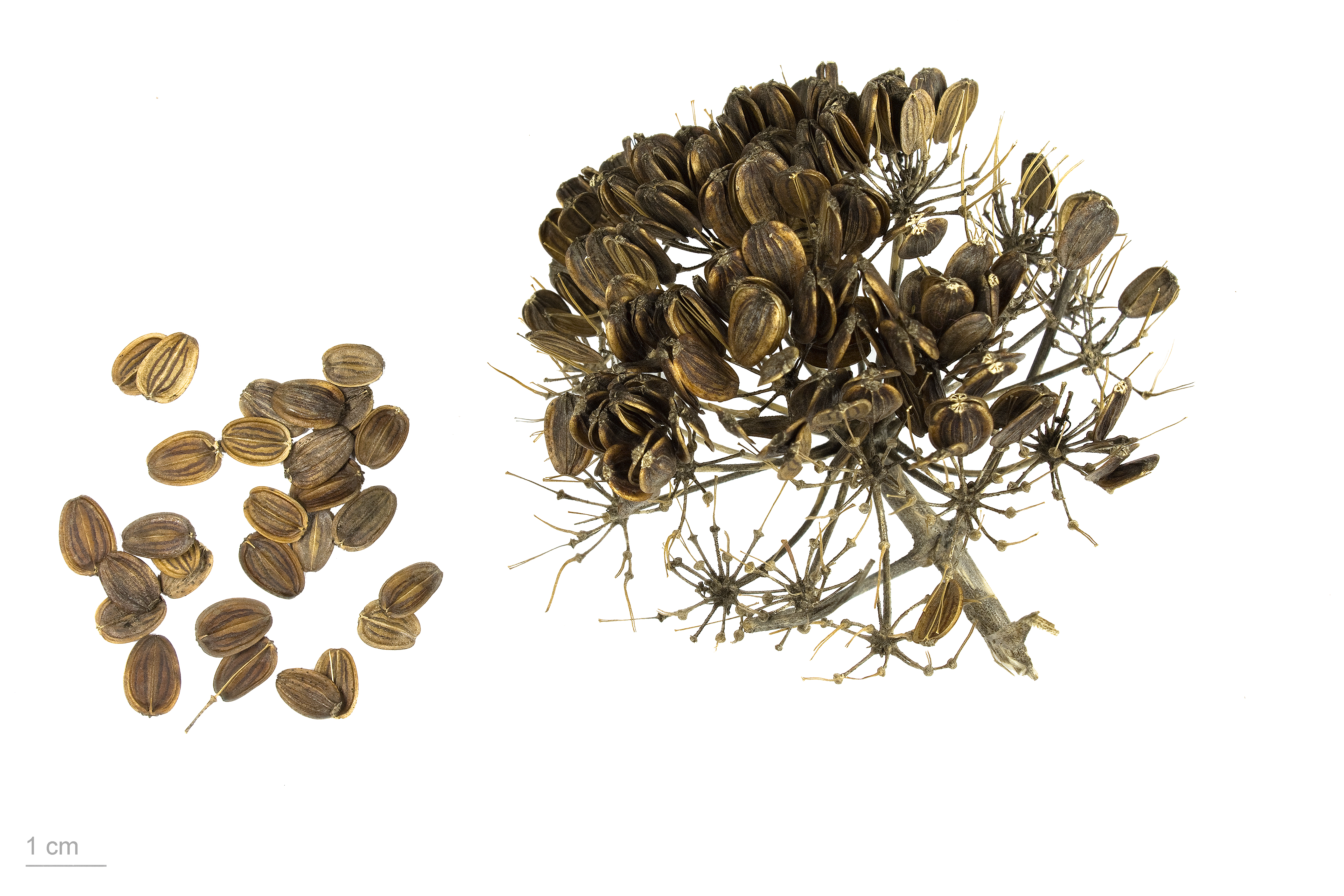
Fruits de Férule commune (Ferula communis).

La Férule commune (Ferula communis) est une Ombellifère parfois toxique pour l'Homme et le bétail, cause de la maladie appelée férulose. Seuls certains plants sont toxiques or il n'existe aucun élément morphologique diagnostique permettant de différencier les divers chémotypes. L'évaluation microscopique de l'intensité de la fluorescence des vittae a permis de détecter la présence des composés chimiques responsables de la toxicité de la Férule commune, et donc de distinguer les plants toxiques des plants non toxiques, en complément de l'analyse chimique du latex.